# Еџвуд (округ Алигени, Пенсилванија)
Еџвуд (енгл. Edgewood, Allegheny County) град је у америчкој савезној држави Пенсилванија.

## Демографија
По попису из 2010. године број становника је 3.118, што је 193 (-5,8%) становника мање него 2000. године.
| Група             | 2000.         | 2010.         |
| Белци             | 2.922 (88,3%) | 2.606 (83,6%) |
| Афроамериканци    | 260 (7,9%)    | 290 (9,3%)    |
| Азијати           | 49 (1,5%)     | 81 (2,6%)     |
| Хиспаноамериканци | 45 (1,4%)     | 84 (2,7%)     |
| Укупно            | 3.311         | 3.118         |